# Meursault
 Meursault  es una población y comuna francesa, en la región de Borgoña, departamento de Côte-d'Or, en el distrito de Beaune y cantón de Beaune-Nord.

## Demografía
| 1869 | 1831 | 1733 | 1645 | 1538 | 1598 |
| Para los censos de 1962 a 1999 la población legal corresponde a la población sin duplicidades (Fuente: INSEE [Consultar]) |      |      |      |      |      |